# Leon Pryba
Leon Szymon Pryba (ur. 18 lutego 1900 w Karsinie, zm. 16 sierpnia 1942 w Dachau), polski duchowny katolicki, proboszcz w Nowym Mieście Lubawskim, działacz społeczny, ofiara obozu koncentracyjnego.
Naukę gimnazjalną pobierał w Chełmnie i Starogardzie Gdańskim, jako uczeń gimnazjum starogardzkiego należał do samokształceniowego towarzystwa filomackiego. 14 czerwca 1924 przyjął w Pelplinie święcenia kapłańskie. Wsparty stypendium z tzw. funduszu sekularyzacyjnego, wyjechał następnie do Rzymu na dalsze studia w zakresie prawa kanonicznego, uwieńczone w 1926 doktoratem na Uniwersytecie Gregoriańskim.
Po powrocie do kraju prowadził lektorat języka niemieckiego i greckiego w Seminarium Biskupim w Płocku (1926–1930). Przeszedł następnie do szkolnictwa gimnazjalnego; uczył w Collegium Marianum w Pelplinie, od 1931 był prefektem kolejno w Nowym Mieście Lubawskim i w Chojnicach. Zajmował się popularyzowaniem wiedzy o Chojnicach i okolicy, m.in. jako redaktor czasopisma Towarzystwa Miłośników Chojnic "Zabory", stanowiącego miesięczny dodatek do "Dziennika Pomorskiego". W lipcu 1936 objął probostwo w Nowym Mieście Lubawskim. Patronował organizacjom parafialnym, prezesował lokalnemu kołu Towarzystwa Czytelni Ludowych, powołał w kwietniu 1939 Komitet Odbudowy Kościoła w Nowym Mieście Lubawskim. Ogłosił kilka artykułów: w księdze pamiątkowej Zakład św. Boromeusza w Chojnicach 1885–1935 (Chojnice 1936) pisał o siostrach franciszkankach, w "Zaborach" o wieloletnim proboszczu chojnickim i historyku sztuki pomorskiej Bolesławie Makowskim (Pamięci Wielkiego Kapłana Ks. Bolesława Makowskiego, 1935, nr 5), w "Miesięczniku Diecezji Chełmińskiej" o histerii (O zjawiskach histerii i jej leczeniu, tom X, 1938, nr 11/12).
5 września 1939 został aresztowany przez gestapo. Był więziony w Tannenbergu (Grunwaldzie) i Prabutach; po zwolnieniu 5 października tegoż roku powrócił do pracy duszpasterskiej w Nowym Mieście Lubawskim, ale już 15 listopada ponownie go aresztowano. Więziony kolejno w Nowym Mieście, Brodnicy, Rypinie, Oborach i Grudziądzu, 20 lutego 1940 trafił do Stutthofu (przebywał w podobozie Grenzdorf). 10 kwietnia 1940 przeniesiony został do Sachsenhausen-Oranienburg, 14 września tegoż roku − do Dachau. Otrzymał numer obozowy 22588. Zginął w obozie 16 sierpnia 1942. Wiadomość o jego śmierci ogłosił z ambony ówczesny zwierzchnik parafii nowomiejskiej (komisarz biskupi) ks. Jan Manthey, nakazując uroczyste bicie dzwonów kościelnych, co spotkało się z ostrą reakcją gestapo.
Ks. Pryba został uhonorowany tablicą pamiątkową w kościele parafialnym w Nowym Mieście Lubawskim, w kaplicy Działyńskich.